# فريتز يوبيرت دوكين
فريدريك «فريتز» يوبيرت دوكين (بالإنجليزية: Fritz Joubert Duquesne)‏ (21 سبتمبر 1877 – 24 مايو 1956) جندي بويري ألماني من جنوب أفريقيا، وصياد للطرائد الكبيرة وصحفي وجاسوس.
حارب إلى جانب البويريين في حرب البوير الثانية وكان عميلًا سريًا لألمانيا خلال الحربين العالميتين. جمع الاستخبارات البشرية، وقاد حلقات التجسس ونفذ المهمات التخريبية كأحد الأصول الميدانية السرية في جنوب أفريقيا وبريطانيا العظمى وأمريكا الوسطى والجنوبية والولايات المتحدة. ذهب بالعديد من الأسماء المستعارة، واختلق هويته وخلفيته في مناسبات متعددة، وعمل محتالًا. بصفته جاسوسًا بويريًا، كان يُعرف باسم «النمر الأسود»، وفي الحرب العالمية الثانية كان يعمل تحت الاسم الحركي «دان»، وفي ملفات مكتب التحقيقات الفيدرالية يشار إليه كثيرًا باسم «الدوق». أُسر وأُدين وهرب من عدة سجون.
أثناء حرب البوير الثانية، من عام 1899 إلى عام 1902، أُلقي القبض على دوكين وسُجن ثلاث مرات من قبل البريطانيين ومرة واحدة من قبل البرتغاليين، وفي كل مرة كان يهرب. في إحدى المرات، تسلل إلى الجيش البريطاني، وأصبح ضابطًا بريطانيًا، وقاد محاولة لتخريب كيب تاون واغتيال القائد الأعلى للجيش البريطاني اللورد كتشنر، ولم يُسلَّم فريقه إلا بسبب أحد المخبرين، وأُلقي القبض عليهم جميعًا وحُكم عليهم بالموت.
بعد محاولة فاشلة للهروب من السجن في كيب تاون، أُرسل إلى السجن في برمودا، لكنه هرب إلى الولايات المتحدة وأصبح مواطنًا أمريكيًا. في الحرب العالمية الأولى، أصبح جاسوسًا وقائد حلقة تجسس لصالح ألمانيا، وفي أثناء هذه الفترة، دمّر العديد من السفن التجارية البريطانية في أمريكا الجنوبية باستخدام القنابل المخفية. كان يؤمّن على البضائع التي يشحنها على متن السفن التي سيدمّرها ثم يقدم مطالبات بتعويض الأضرار.
أصبح معروفًا باسم «الرجل الذي قتل كتشنر» لأنه ادعى أنه قاد غواصة يو بوت ألمانية لإغراق السفينة هامبشير إتش إم إس التي كان اللورد كتشنر على متنها متجهًا إلى روسيا في عام 1916، على الرغم من أن خبراء الأدلة الجنائية في السفينة لا يدعمون هذا الادعاء. بعد أن ألقى العملاء الفيدراليون القبض عليه في نيويورك في عام 1917، تظاهر بالشلل لمدة عامين وقصّ قضبان زنزانته ليهرب، وبالتالي تجنب النفي إلى إنجلترا حيث سيواجه حكمًا بالإعدام بسبب مقتل البحارة البريطانيين.
في عام 1932، أُلقي القبض عليه مرة أخرى في نيويورك من قبل عملاء اتحاديين ووُجّهت إليه تهمة القتل العمد والفرار من السجن، في هذه المرة فقط أُطلق سراحه بعد أن رفضت بريطانيا متابعة جرائم الحرب. في عام 1941، كانت آخر مرة أُلقي فيها القبض عليه وسُجن، عندما أُسر هو و32 عضوًا من حلقة تجسس دوكين من قبل ويليام سيبولد، العميل المزدوج لدى مكتب التحقيقات الفيدرالية، وأُدين لاحقًا بأكبر إدانة تجسس في تاريخ الولايات المتحدة الأمريكية.
بين الحربين، عمل دوكين مستشارًا في صيد الطرائد الكبيرة للرئيس الأمريكي ثيودور روزفلت، ووكيلًا دعائيًا في مجال السينما، وصحفيًا، وبطل حرب أستراليًا خياليًا، ورئيسًا لجمعية الغذاء الجديدة في نيويورك.
خلال حرب البوير، تلقى أوامر بقتل فريدريك راسل بورنهام، رئيس الكشافة في الجيش البريطاني، ولكن في عام 1910 عمل مع بورنهام ثم النائب روبرت بروسارد للضغط على الكونغرس الأمريكي لتمويل استيراد فرس النهر إلى لويزيانا بايوس لحل مشكلة نقص حاد في اللحوم. غالبًا ما كان دوكين يتقمّص العديد من الشخصيات، ويعيد اختلاق ماضيه حسب رغبته، ويربط أسلافه بالعائلات الأرستقراطية، ويمنح نفسه الألقاب والميداليات العسكرية، ويتحدث عن الكثير من الشخصيات، بعضها حقيقي وبعضها خيالي.

## نشأته
وُلد فريتز دوكين لعائلة بويرية من أصل فرنسي هوغونوتيوني في شرق لندن بمستعمرة كيب في جنوب أفريقيا في عام 1877 وانتقل بعد ذلك مع والديه، أبراهام دوكين ومينا جوبيرت، إلى نيلستروم في جمهورية جنوب أفريقيا (الآن موديمول، جنوب أفريقيا) حيث بدؤوا بتأسيس مزرعة. كسب أبراهام قوت يومه من الصيد، وسافر أيضًا بشكل متكرر لبيع الجلود والأنياب والقرون، ووظّف السكان المحليين للعمل في المزرعة. كان لدى فريتز شقيقان أصغر سنًا منه، أخته إلسبيت وأخوه بيدرو. كان من نسل القائد البحري الفرنسي الهوغونوتيوني أبراهام دوكين (1610-1688)، وادعى أن خاله بيت جوبيرت (1834-1900)، وهو بطل في حرب البوير الأولى والقائد العام لجمهورية جنوب أفريقيا، على الرغم من أن علاقته الأسرية كانت موضع خلاف.

## حرب الأنجلو بوير الثانية
عندما اندلعت الحرب في عام 1899، عاد دوكين إلى جنوب أفريقيا للانضمام إلى قوات الكوماندوس البويرية كملازم لأركان القائد العام بيت جوبيرت في بريتوريا. أُصيب برصاصة في كتفه الأيمن في حصار لاديسميث وصعد إلى رتبة نقيب في المدفعية. قبض البريطانيون على دوكين في معركة كولينسو، لكنه هرب في ديربان.
عندما بدأت القوات البريطانية هجومها على بريتوريا، أُرسل بعض الذهب من البنك المركزي بالقطار إلى بلدة ماتشادودورب الصغيرة، ثم عبر الطريق إلى ميناء لورينكو ماركيز المحايد في شرق أفريقيا البرتغالية (الآن مابوتو، موزمبيق) وشُحن إلى هولندا لصالح الرئيس بول كروغر وغيره من المنفيين من البوير الفارين من ترانسفال. وأظهرت حصيلة أخيرة أنه أُخرج نحو 1.5 مليون رطل (680 ألف كيلوغرام) من سبائك الذهب من مصنع صك العملة في جنوب أفريقيا والبنك الوطني في الفترة من 29 مايو إلى 4 يونيو 1900. تولّى دوكين القيادة في إحدى هذه الشحنات الكبيرة من الذهب التي أُرسلت بواسطة عربة، ومع ذلك، لم يصل هذا الذهب إلى وجهته. أثناء وجودهم في البوشفيلد (السافانا المشجرة) في شرق أفريقيا البرتغالية، نشب خلاف عنيف بين البويريين. عندما انتهى الصراع، نجا جريحان من البوير فقط، ودوكين والحمالون الأصليون. أمر دوكين الحمالين بإخفاء الذهب في كهوف الفهود لحفظه، وحرق العربات، وقتل الجرحى. أعطى الحمالين جميع الثيران، باستثناء واحد ركبه بعيدًا. كتب المؤرخ آرت روني في عام 1995 أن ذهب البنك المركزي المدفون، والذي يشار إليه عادة باسم «ملايين كروغر» هو مجرد أسطورة، ومع ذلك، في الآونة الأخيرة، كانت هناك تقارير عن اكتشافات في جنوب أفريقيا للذهب المفقود الذي دفنه دوكين.
انضم دوكين إلى قوات البوير مرة أخرى للمشاركة في معركة بيرغندل، ولكن وحدته أُجبرت على الانسحاب إلى شرق أفريقيا البرتغالية حيث أسر البرتغاليون جميع أفرادها وأرسلوهم إلى معسكر الاعتقال في كالداس دي رينها قرب لشبونة. بالنسبة إلى دوكين، كان هذا حدثًا فاصلًا، كما يقول روني: «لن تكون الحياة هي نفسها مرة أخرى بالنسبة له ... في غضون بضعة أشهر، سيبدأ مزاولة مهنة لمدة أربعين عامًا كجاسوس محترف ومقلّد بطل – إنه رجل كان يعيد اختراع نفسه باستمرار ليناسب احتياجات اللحظة».
في معسكر الاعتقال في البرتغال، فُتنت ابنة أحد الحراس بدوكين، وساعدته بعد ذلك على الهروب إلى باريس. من هناك، شق طريقه إلى ألدرشوت في إنجلترا، ثم تسلل إلى الجيش البريطاني وأُرسل إلى جنوب أفريقيا وقت الحرب في عام 1901 كضابط. مر مع القوات عبر مزرعة والديه في نيلستروم، ووجد أنها قد دُمرت بموجب سياسة كتشنر للأرض المحروقة. علم أيضًا أن شقيقته قد اغتُصبت وقُتلت وأن والدته كانت تحتضر في معسكر اعتقال بريطاني. يقول روني: «إن مصير بلده وعائلته من شأنه أن يولّد فيه كراهية تشعل كل إنجلترا» و«سوف يحوّله إلى ما أسماه (كاتب سيرة دوكين) كليمنت وود: شعلة من الكراهية على قيد الحياة تمشي وتتنفس وتكوي وتقتل وتدمّر».
بصفته ضابطًا بريطانيًا، عاد دوكين إلى كيب تاون بخطط سرية لتخريب المنشآت البريطانية الاستراتيجية وقتل كتشنر. عمل على تجنيد 20 رجلًا من البوير، ولكن زوجة أحدهم غدرت به. في 11 أكتوبر 1901، أثناء حضوره مأدبة عشاء على شرف السير والتر هيلي-هوتشينسن، حاكم مستعمرة كيب، أُلقي القبض على دوكين بملابسه الرسمية الكاملة بسبب «التآمر ضد الحكومة البريطانية وبتهمة التجسس». جرت محاكمته العسكرية بصفته ملازمًا في الجيش البريطاني وحُكم عليه بالإعدام مع المتآمرين معه. أُعدم الأعضاء العشرون الآخرون في فريقه رميًا بالرصاص في اليوم التالي، ولكن بعد طلب التفاوض خُفّف حكمه إلى السجن مدى الحياة مقابل موافقته على الكشف عن رموز البوير السرية وترجمة العديد من رسائل البوير. وفقًا لروني: «لبقية حياته، أقسم أنه لم يخن قضية البوير مطلقًا، وأنه في الواقع أنشأ رموزًا جديدة من شأنها تضليل البريطانيين».
سُجن دوكين في كيب تاون في قلعة الرجاء الصالح، وهي حصن بناه الهولنديون في عام 1666. كانت جدران القلعة سميكة للغاية، ومع ذلك ليلة بعد ليلة، حفر دوكين الإسمنت حول الحجارة بملعقة حديدية. كان على وشك الهروب في إحدى الليالي، لكن حجرًا كبيرًا انزلق وحشره في نفقه. في صباح اليوم التالي، وجده أحد الحراس فاقدًا للوعي ولكنه غير مصاب.
كان دوكين واحدًا من سجناء البوير العديدين الذين أُرسلوا إلى مستعمرة برمودا الجزائية، وهو أرخبيل معروف بأحواله المدمرة العاصفة، ومياهه التي تغصّ بأسماك القرش والشعاب المرجانية الخطرة. وفقًا لروني: كان برمودا «سجنًا منيعًا وميؤوسًا منه، تحيطه شواطئ وردية الرمال ومياه مضاءة بأشعة الشمس، لا يستطيع أي سجين الفرار منه، أو هكذا يعتقد البريطانيون». سبق وأن هرب دوكين من عدة معسكرات أخرى لأسرى الحرب، وفي ليلة 25 يونيو 1902، انسحب من خيمته، وشقّ طريقه عبر سياج من الأسلاك الشائكة، سبح على بعد 1.5 ميل (2.4 كم) من زوارق الدورية والأضواء الساطعة، واستخدم منارة بعيدة للملاحة حتى وصل شاطئ الجزيرة الرئيسية. من هناك ذهب إلى منزل آنا ماريا آوتربريدج، وهي قائدة لجنة إغاثة البوير. ساعدته آوتربريدج على الهروب إلى ميناء سانت جورج حيث كان هناك عضو آخر من لجنة إغاثة البوير، وهو الكابتن و. إ. ماير، للترتيب بشأن نقله خارج الجزيرة. بعد أسبوع، اختبأ دوكين على متن قارب متجه إلى بالتيمور، ماريلاند.

### المؤلف
- Adams، Jefferson (2009). Historical Dictionary of German Intelligence. Lanham, Maryland: Scarecrow Press. ISBN:0-8108-6320-0. OCLC:316327237.{{استشهاد بكتاب}}:  صيانة الاستشهاد: ref duplicates default (link)
- Benbow، Colin (1994). Boer Prisoners of War in Bermuda. Bermuda: Island Press Limited. ISBN:0-9697893-0-0.{{استشهاد بكتاب}}:  صيانة الاستشهاد: ref duplicates default (link)
- Burnham، Frederick Russell (1944). Taking Chances. Los Angeles: Haynes. ISBN:978-1-879356-32-0. OCLC:2785490.{{استشهاد بكتاب}}:  صيانة الاستشهاد: ref duplicates default (link)
- Crew، Danny O (2001). Presidential Sheet Music: An Illustrated Catalogue of Published Music Associated with the American Presidency and Those who Sought the Office. Jefferson, North Carolina: McFarland. ISBN:978-0-7864-0928-0. OCLC:45313670.{{استشهاد بكتاب}}:  صيانة الاستشهاد: ref duplicates default (link)
- Duffy، Peter (2014). Double Agent. New York: Scribner. ISBN:978-1-4516-6795-0.{{استشهاد بكتاب}}:  صيانة الاستشهاد: ref duplicates default (link)
- Eplett، Layla (27 مارس 2014). "The Hunger Game Meat: How Hippos Nearly Invaded American Cuisine". ساينتفك أمريكان. ISSN:0036-8733. مؤرشف من الأصل في 2015-04-27.{{استشهاد بدورية محكمة}}:  صيانة الاستشهاد: ref duplicates default (link)
- Evans، Leslie (1 أبريل 2014). "Fritz Joubert Duquesne: Boer Avenger, German Spy, Munchausen Fantasist". مؤرشف من الأصل في 2019-03-29. اطلع عليه بتاريخ 2014-04-06.{{استشهاد ويب}}:  صيانة الاستشهاد: ref duplicates default (link)
- Fleming، Mike. "RatPac, Edward Norton's Class 5 Options 'American Hippopotamus'". Deadline Hollywood. مؤرشف من الأصل في 2014-08-07. اطلع عليه بتاريخ 2014-06-05.
- Gevinson، Alan (1997). Within Our Gates: Ethnicity in American Feature Films, 1911–1960. Berkeley, California: University of California Press. ISBN:978-0-520-20964-0. OCLC:36783858.{{استشهاد بكتاب}}:  صيانة الاستشهاد: ref duplicates default (link)
- Lee، Henry (1951). "Biggest Spy Ring". Coronet. ج. 31 ع. 2.{{استشهاد بدورية محكمة}}:  صيانة الاستشهاد: ref duplicates default (link)
- Lott، J. "Jack" P (مارس 1977). "Major F. R. Burnham, D.S.O". Rhodesiana Magazine. ج. 36. ISSN:0556-9605.{{استشهاد بدورية محكمة}}:  صيانة الاستشهاد: ref duplicates default (link)
- Miller، Greg (20 ديسمبر 2013). "The Crazy, Ingenious Plan to Bring Hippopotamus Ranching to America". وايرد. ISSN:1059-1028. مؤرشف من الأصل في 2014-03-17.
- Mooallem، John (2013). American Hippopotamus. New York: The Atavist. مؤرشف من الأصل في 2014-02-21. اطلع عليه بتاريخ 2014-03-07.{{استشهاد بكتاب}}:  صيانة الاستشهاد: ref duplicates default (link)
- Munnion، Christopher (2001). "Town under siege as missing 'Kruger gold' is found on farm". London: The Telegraph. ISSN:0307-1235. مؤرشف من الأصل في 2019-10-20. اطلع عليه بتاريخ 2014-06-05.{{استشهاد بخبر}}:  صيانة الاستشهاد: ref duplicates default (link)
- Quigley، Martin S؛ Dwyer، T Ryle (1999). A U.S. spy in Ireland. Dublin: Marino Books. OCLC:59450374.
- Ronnie، Art (1995). Counterfeit hero : Fritz Duquesne, adventurer and spy. Annapolis, Md.: Naval Institute Press. ISBN:1-55750-733-3. OCLC:605599179.{{استشهاد بكتاب}}:  صيانة الاستشهاد: ref duplicates default (link)
- Sayers، Michael؛ Kahn، Albert Eugene (1942). Sabotage! The Secret War Against America. Annapolis, Md.: Harper & brothers. OCLC:690978.
- Tunney، Thomas J؛ Hollister، Paul M (1919). Throttled! The detection of the German and anarchist bomb plotters. Boston: Boston, Small, Maynard & company. OCLC:557531131.
- West، James E.؛ Peter O. Lamb (1932). He-who-sees-in-the-dark; the Boys' Story of Frederick Burnham, the American Scout. illustrated by Lord Baden-Powell. New York: Brewer, Warren and Putnam; Boy Scouts of America.
- Wood، Clement (1932). The man who killed Kitchener; the life of Fritz Joubert Duquesne, 1879–. New York: Faro, Inc. OCLC:1071583.{{استشهاد بكتاب}}:  صيانة الاستشهاد: ref duplicates default (link)